# Pedicularis sima
Pedicularis sima är en snyltrotsväxtart som beskrevs av Carl Maximowicz. Pedicularis sima ingår i släktet spiror, och familjen snyltrotsväxter. Inga underarter finns listade i Catalogue of Life.